# Perxe de Ca Peret
El Perxe de Ca Peret és una obra de la Palma d'Ebre (Ribera d'Ebre) inclosa a l'Inventari del Patrimoni Arquitectònic de Catalunya.

## Descripció
Situat dins del nucli urbà de la població de la Palma d'Ebre, a la banda de migdia del nucli antic, al carrer dels Porxos.
Passadís cobert format per dos arcs apuntats i un altre de mig punt, tots tres adovellats i bastits en carreus de pedra ben desbastats. Actualment, la coberta ha estat restituïda. De l'interior del passadís, destaca el portal d'arc de mig punt adovellat de cal Peret i les restes d'un altre portal de les mateixes característiques, tot i que tapiat.